# Campionat d'Espanya d'enduro 1982
La temporada de 1982 del Campionat d'Espanya d'enduro fou la 3a edició d'aquest campionat, organitzat per la Reial Federació Motociclista Espanyola. El calendari oficial constava de 9 proves puntuables, celebrades entre el 27 de febrer i el 21 de novembre. Sis de les proves programades es disputaren als Països Catalans: Dos Dies del Segre (20 i 21 de març), Dos Dies de Girona (17 i 18 d'abril), Dos Dies de Barcelona (22 i 23 de maig), Dos Dies de València (11 i 12 de setembre), Dos Dies de Barcelona (9 i 10 d'octubre) i Dos Dies de Barcelona (20 i 21 de novembre).

## Classificació final

### 75cc
| Posició | Pilot            | Motocicleta  | Punts |
| ------- | ---------------- | ------------ | ----- |
| 1       | Pep Vila         | Fantic Motor | 162   |
| 2       | Ramon Burés      | Rieju        | 99    |
| 3       | Andreu González  | Fantic Motor | 96    |
| 4       | Joaquim Figueras | SWM          | 73    |
| 5       | Francesc Rubio   | Rieju        | 67    |
| 6       | José Luis López  | Rieju        | 65    |
| 7       | Salvador Mena    | Rieju        | 38    |
| 8       | Jordi Monjonell  | Puch         | 34    |
| 9       | Ramon Riudalbàs  | ?            | 31    |
| 10      | Gonzalo Gil      | SWM          | 31    |

### 125cc
| Posició | Pilot             | Motocicleta  | Punts |
| ------- | ----------------- | ------------ | ----- |
| 1       | Ton Marsinyach    | KTM          | 123   |
| 2       | Josep Vilaró      | SWM          | 101   |
| 3       | Jordi Soler       | SWM          | 32    |
| 4       | Fernando Piris    | Fantic Motor | 28    |
| 5       | Miguel Villena    | ?            | 22    |
| 6       | Josep Piella      | SWM?         | 20    |
| 7       | Diego Gil         | ?            | 16    |
| 8       | Ricardo Tristante | ?            | 8     |

### Superior a 125cc
| Posició | Pilot                      | Motocicleta | Punts |
| ------- | -------------------------- | ----------- | ----- |
| 1       | Carles Mas                 | Montesa     | 205   |
| 2       | Enrique del Rey            | Maico       | 143   |
| 3       | Guillermo Moreno de Carlos | Maico       | 132   |
| 4       | Jordi de Marimon           | SWM         | 68    |
| 5       | Ferran Gil                 | SWM         | 64    |
| 6       | Josep Pujol                | Maico       | 58    |
| 7       | Joan Canamasas             | SWM         | 54    |
| 8       | Joan Riudalbàs             | ?           | 30    |
| 9       | Lluís Augé                 | Montesa     | 19    |
| 10      | Narcís Roca                | ?           | 12    |